# 唐韻

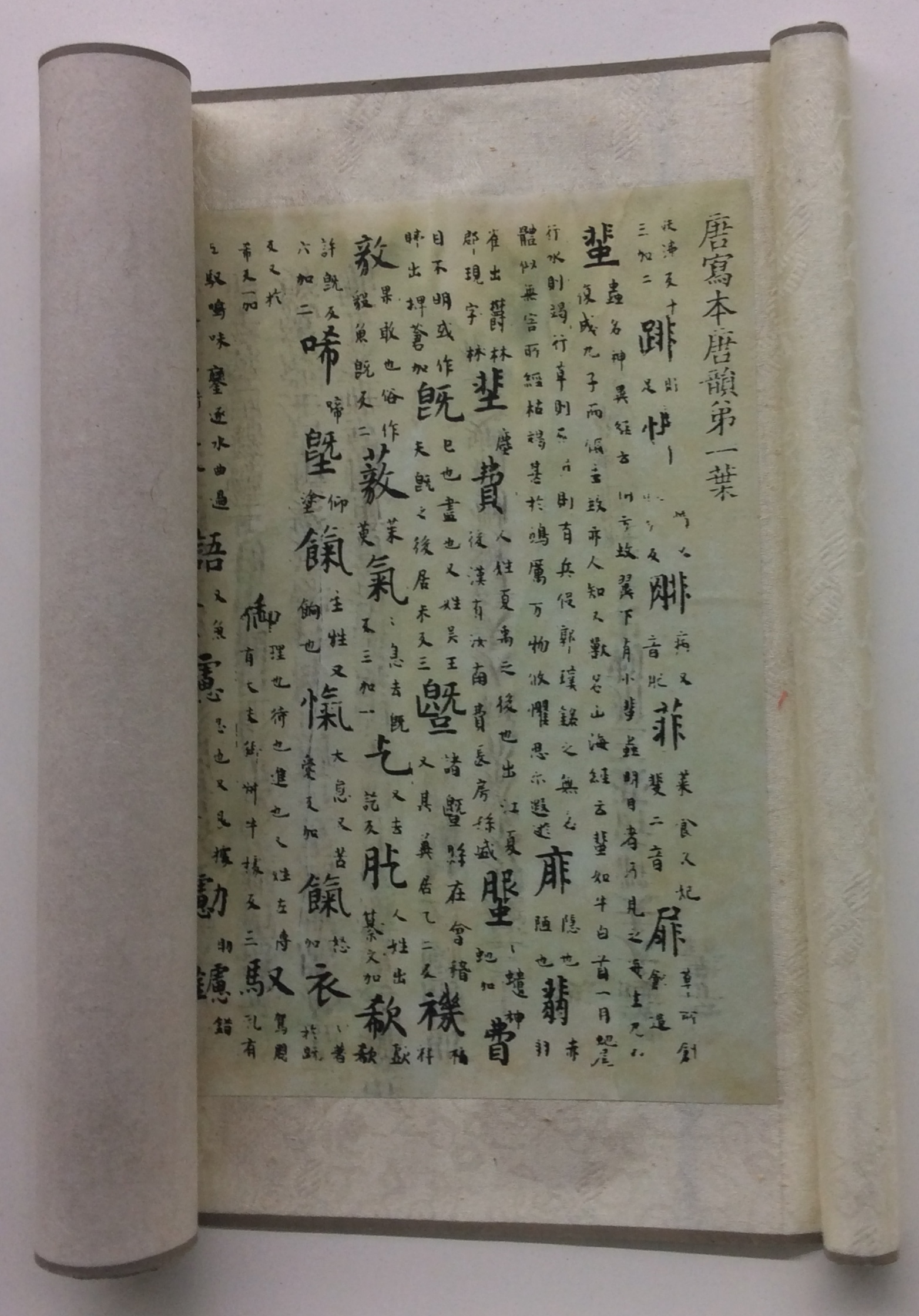
中華字典博物館の『唐韻』抜粋

『唐韻』（とういん）は、中国唐代に孫愐によって編纂された『切韻』の修訂本。751年成書といわれるが、733年という説もある。
早くに散佚し現在に伝わらないが、宋代に『唐韻』を更に修訂した『大宋重修広韻』が編まれている。
清の卞永誉（中国語版）『式古堂書画彙考』に引く唐元和年間『唐韻』写本の序文と各巻韻数の記載によると、全5巻、韻目は195韻であったとされる。この数は王仁昫『刊謬補缺切韻』に等しいが、韻の配列や内容まで等しかったかどうかはわからない。
蒋斧旧蔵本『唐韻』残巻（去声の一部と入声が残る）が現存するが、韻の数が卞永誉の言うところとはかなり異なっており、元の孫愐本からどの程度の改訂を経ているのかはよくわからない。ほかに敦煌残巻（P2018、平声「東・冬・鍾」の一部）も残る。
『説文解字』大徐本に引く反切は『唐韻』に依っている。『康熙字典』が『唐韻』の反切として引いているものも『説文解字』大徐本の反切である。